# Маркосян, Карен Айвазович
Карен Айвазович Маркосян (арм.  Կարեն Այվազի Մարկոսյան; 23 октября 1968) — советский и армянский футболист, нападающий.
Начинал играть в 1985 году в дубле ереванского «Арарата». В 1986—1991 годах в чемпионате СССР провёл 92 матча, забил 14 голов. В 1992 году в чемпионате Армении в 31 игре забил 29 мячей. В чемпионате 1993 года в составе «Котайка» Абовян провёл 6 матчей, забил два гола. В сезоне 1993/94 был в составе немецкого клуба «Заксен», в следующем сезоне за ФК «Гера» сыграл 21 матч, забил пять голов. Сезон 1998/99 провёл в составе туркменского «Копетдага» Ашхабад, в 1999 году играл в армянском клубе «Звартноц-ААЛ» Ереван.
Победитель юношеского турнира УЕФА 1985 года.
В 1998—1999 годах сыграл два матча за сборную Армении.